# Apteria aphylla
Apteria es un género monotípico de plantas con flores perteneciente a la familia Burmanniaceae. Su única especie: Apteria aphylla (Nutt.) Barnhart ex Small, Fl. S.E. U.S.: 309 (1903), es originaria de las regiones tropicales y subtropicales de América.

## Descripción
Son hierbas saprófitas, que alcanzan los 5–28 cm de alto; con rizoma ligeramente tuberoso; tallos no ramificados, morados. Hojas angostamente ovadas a ovadas, de 1.3–5.2 mm de largo y 1–2 mm de ancho, el ápice agudo. La inflorescencia en una cima con 1–5 flores, con pedicelos de hasta 20 mm de largo; las flores erectas a péndulas, infundibuliformes, de 6.5–21 mm de largo, purpúreas; tubo floral 4–16 mm de largo; tépalos exteriores muy ampliamente ovado-triangulares, 1.5–5.2 mm de largo, márgenes ligeramente involutos, tépalos internos tan largos como los exteriores pero más angostos; filamentos de 0.5–1 mm de largo; estigmas infundibuliformes, ovario 1-locular, morado a cremoso. Cápsula péndula, ampliamente elipsoide a globosa, de 2.6–5.2 mm de largo y 1.7–4 mm de ancho, cremosa, dehiscencia longitudinal por 3 valvas que se separan desde la base hacia el ápice, luego de la caída de las valvas y restos del perianto, sólo quedan 3 costillas patentes, cada una con 1 placenta; semillas 0.2–0.4 mm de largo y 0.1–0.2 mm de ancho.

## Distribución y hábitat
Es una especie que se encuentra en los bosques muy húmedos, siendo común desde el sur de los Estados Unidos hasta Perú, Bolivia, Paraguay y Brasil y también en las Antillas.

## Taxonomía
Apteria aphylla fue descrita por (Nutt.) Barnhart ex Small y publicado en Flora of the Southeastern United States 309. 1903.
Sinonimia
- Lobelia aphylla Nutt., Amer. J. Sci. Arts 5: 297 (1822).
- Apteria setacea Nutt., J. Acad. Nat. Sci. Philadelphia 7: 64 (1834).
- Nemitis setacea (Nutt.) Raf., Fl. Tellur. 4: 33 (1838).
- Stemoptera lilacina Miers, Proc. Linn. Soc. London 1: 62 (1840).
- Apteria lilacina (Miers) Miers, Trans. Linn. Soc. London 18: 546 (1841).
- Apteria setacea var. major Hook., Hooker's Icon. Pl. 7: t. 660 (1844).
- Apteria hymenanthera Miq., Stirp. Surinam. Select.: 216 (1851).
- Apteria ulei Schltr., Verh. Bot. Vereins Prov. Brandenburg 47: 102 (1905).
- Apteria boliviana Rusby, Bull. New York Bot. Gard. 4: 447 (1907).
- Apteria aphylla var. hymenanthera (Miq.) Jonker in A.A.Pulle, Fl. Suriname 1(1): 186 (1938).
- Apteria gentianoides Jonker, Monogr. Burmann.: 211 (1938).
- Apteria hymenanthera f. decolorata Cif., Atti Ist. Bot. Lab. Crittog. Univ. Pavia, V, 7: 27 (1946).[2][4]